# Mata dos cocais
La Mata o Zona dos Cocais és un espai de transició brasiler, una selva d'ombra oberta que queda entre la selva amazònica, el Cerrado i la Caatinga, i ocupa els estats de Maranhão i Piauí, al Mig-Nord brasiler, i també parts del Ceará, Pará i Tocantins. Té aquest nom per l'alta quantitat de palmeres.

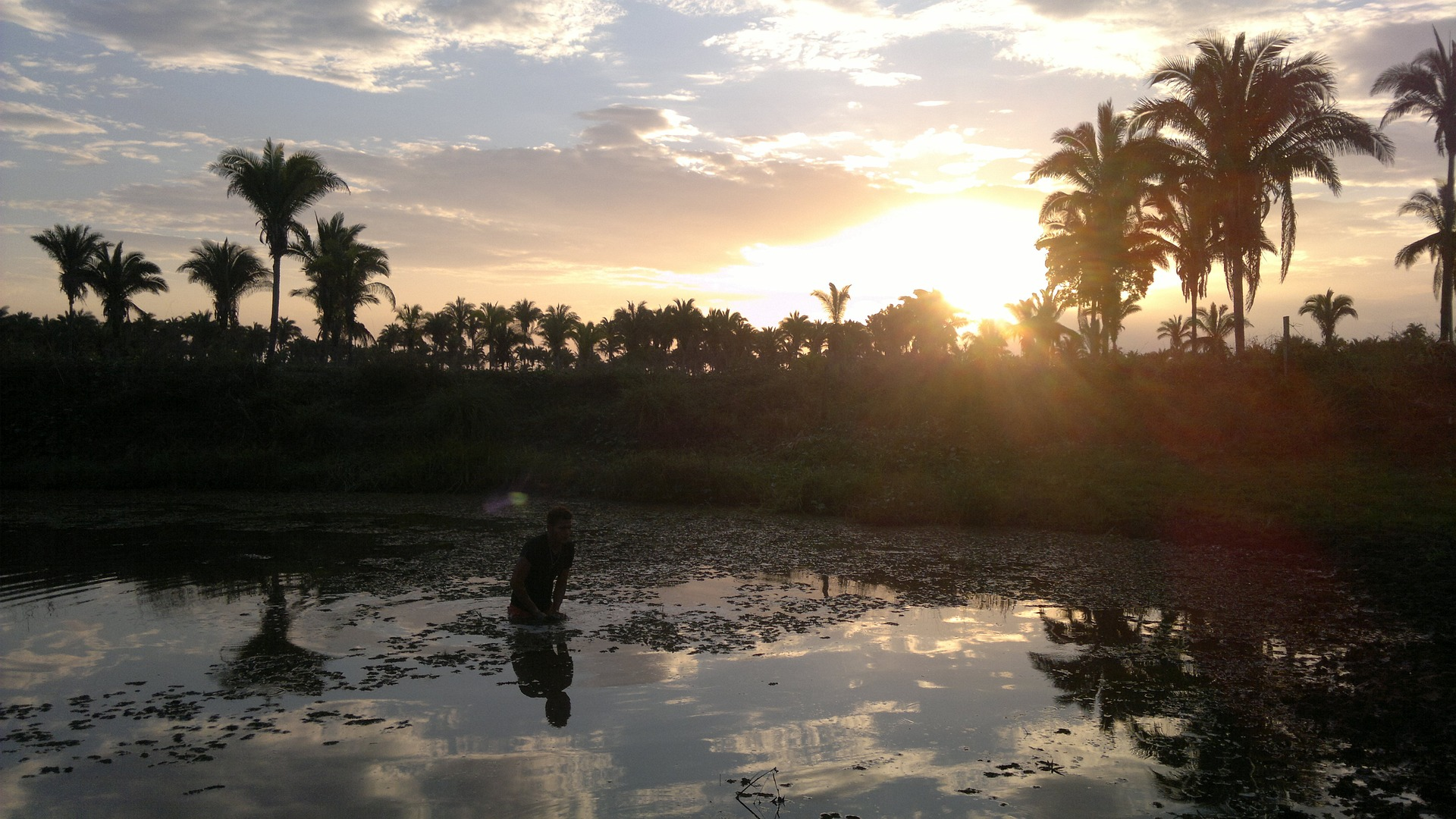
La ciutat de Bom Lugar, a Maranhão

## Àrea de transició
A Mata dos Cocais se situa entre una zona de transició entre els biomes de l'Amazònia (a l'oest), del Cerrado (al sud) i de la Caatinga (a l'est), als estats del Maranhão, centre-nord del Piauí, petites àrees a l'extrem oest del Ceará, est del Pará i nord de Tocantins, on hi ha predomini d'espècies típiques d'aquestes tres formacions, com ara el gènere Orbignya.

## Relleu
La Zona dos Cocais s'assenta en una estructura rocosa formada per la conca sedimentària del riu Parnaíba, i inclou diferents formes de relleu.
Hi ha una extensa plana al nord del Maranhâo que correspon als terrenys amb amplituds altimètriques inferiors a 200 m, que penetren a l'interior, acompanyant les valls dels rius, i formen planes al·luvials (Mearim, Itapecuru i Parnaíba).
L'altiplà comprèn les àrees més altes del centre-sud de l'estat, amb altures entre 200 i 800 m.
Considerant l'extensió territorial del Maranhão i observant el mapa de sòls del Brasil es percep la varietat de sòls d'aquest estat. Per la seua posició geogràfica, hi predominen sòls tropicals. Per l'abundància de roques sedimentàries, són grans les extensions cobertes per sòls àcids, a la conca del Tocantins i de l'Itapecuru), acrisols (mig Mearim i vall de l'Itapecuru), plintosols (est i Baixada de Maranhâo), neosols (riu Mearim), entre d'altres.
Es nota també, en raó de la meteorització i trasllat d'òxids i hidròxids d'alumini, ferro i manganés, sòls de perfil laterític, com entre els rius Gurupi, Pindaré, Buriticupu, Zutiua i Grajaú.

## Vegetació
A la Mata dos Cocais, predomina una vegetació de transició entre el Cerrado, la selva Amazònica i la Caatinga, rica en palmereas, en especial Attalea speciosa i la carandaí.
El poeta del Maranhâo Antônio Gonçalves Dias esmenta les palmeres en el famós poema Cançó de l'exili, en el fragment "La meua terra té palmeres, en què canta el sabiá; les aus que ací refilen, no refilen com allà".
El bosc d'Attalea speciosa té una major resistència que altres espècies tropicals, i predomina a les valls dels rius Parnaíba i Itapecuru. Attalea speciosa és la palmera més important econòmicament per al territori pel potencial dels seus productes, en especial per als pobles tradicionals que en cullen els fruits.
Attalea speciosa és protegida per diverses normes, com la llei del Maranhão núm. 4.734/86, per la Constitució del Maranhão (article 196) i altres.
Altres espècies de palmeres de la regió són l'oiticica, el buriti (Mauritia flexuosa) i l'açaí (a la part oest de l'ecosistema).

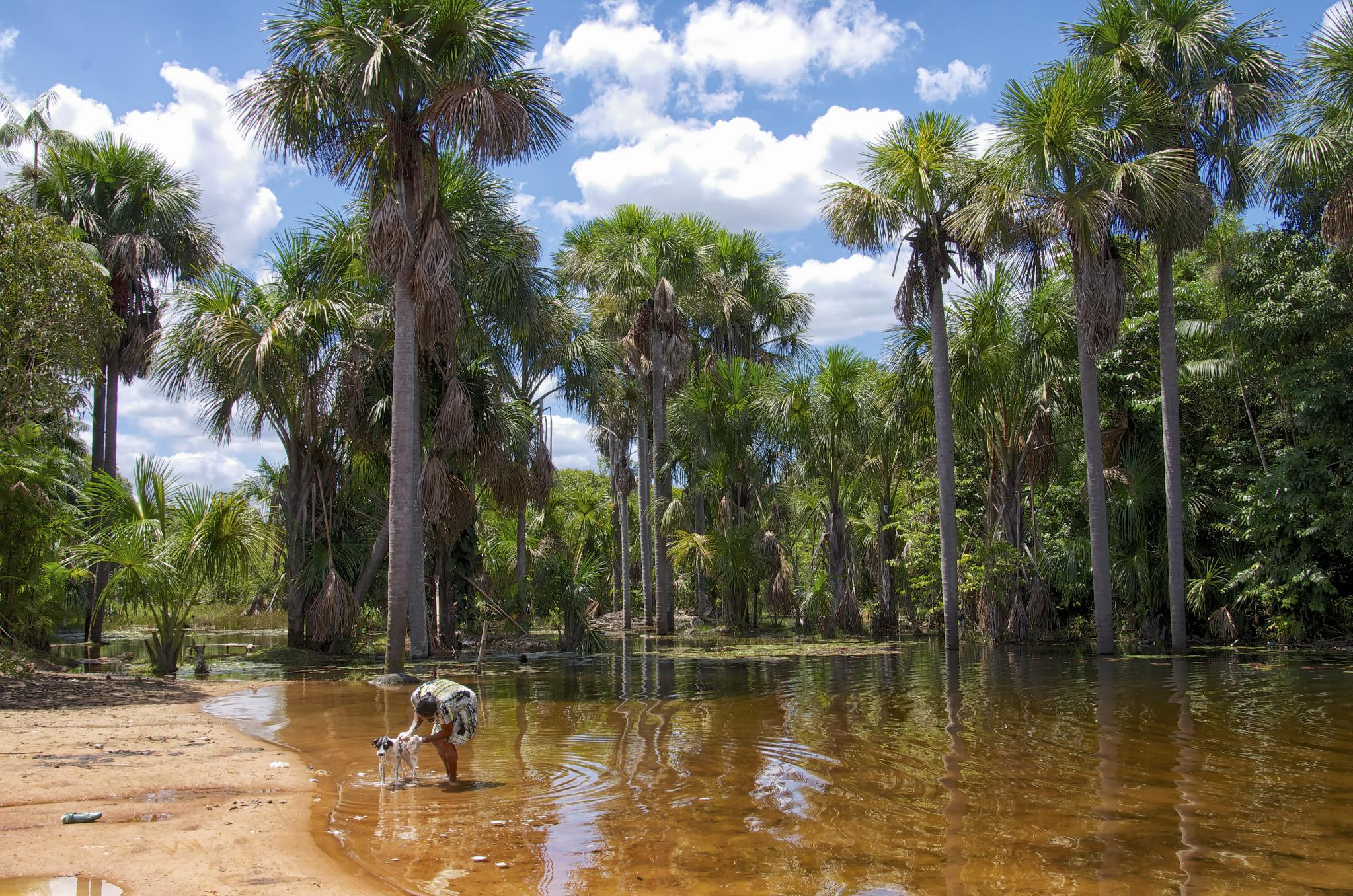
Palmeres Mauritia flexuosa al Maranhão

- Les altituds menors són riques en espècies nadiues d'arbusts.
- Les espècies d'ús alimentari i artesà com el bacuri, açaí i altres tenen importància econòmica per als pobles tradicionals, però una distribució irregular i poblacions reduïdes.
- En relació amb la flora medicinal, se n'han catalogat 58 espècies de 31 famílies. Aquesta vegetació original, però, està sent suprimida per empreses de canya de sucre i eucaliptus, i els municipis de Caxias, Aldeias Altas, Coelho Neto i Duque Bacelar són els més alterats per la transformació del paisatge pels monocultius.

## Clima

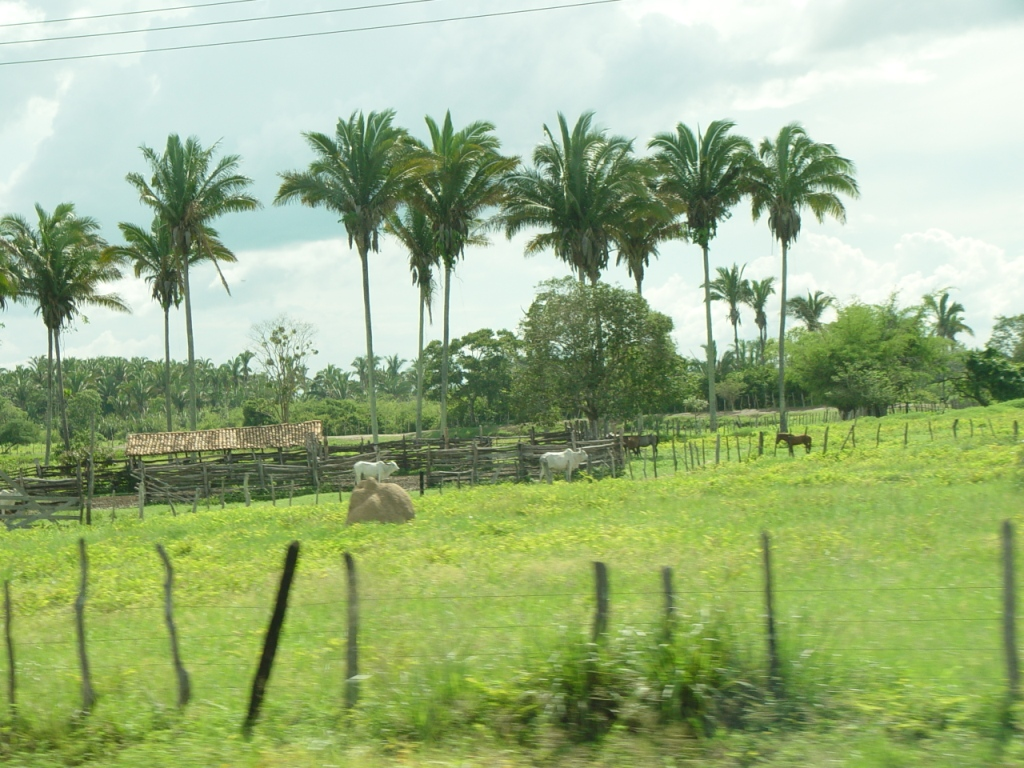
Palmeres Attalea speciosa

Aquest ecosistema té diferències de clima, i se n'observen tres tipus: equatorial, tropical semihumit (sabana) i tropical semidesert.
- Equatorial: comprén el 20% de la Mata dos Cocais, a l'extrem oest, i és calent i plujós, regit pel desplaçament de la Zona de Convergència Intertropical (ZCIT) i per la Massa Equatorial Continental (mEc), ambdues molt actives a la tardor i hivern. Es registra un curt període sec d'hivern i part de la primavera, variant de dos a tres mesos. La pluviositat n'és de 2.000 a 2.500 mm a l'any.
- Tropical semihumit: amb més del 65% del clima d'aquest formació vegetal, a la regió central, presenta un període sec de cinc a sis mesos, entre l'hivern i la primavera. El règim pluviomètric n'és de 1.000 a 1.200 mm a l'any.
- Tropical semidesert: ocupa el 15% de la Mata dos Cocais, és el clima més sec, i es dona a l'estat del Piauí, amb precipitació de 500 a 1.000 mil·límetres.

## Hidrografia

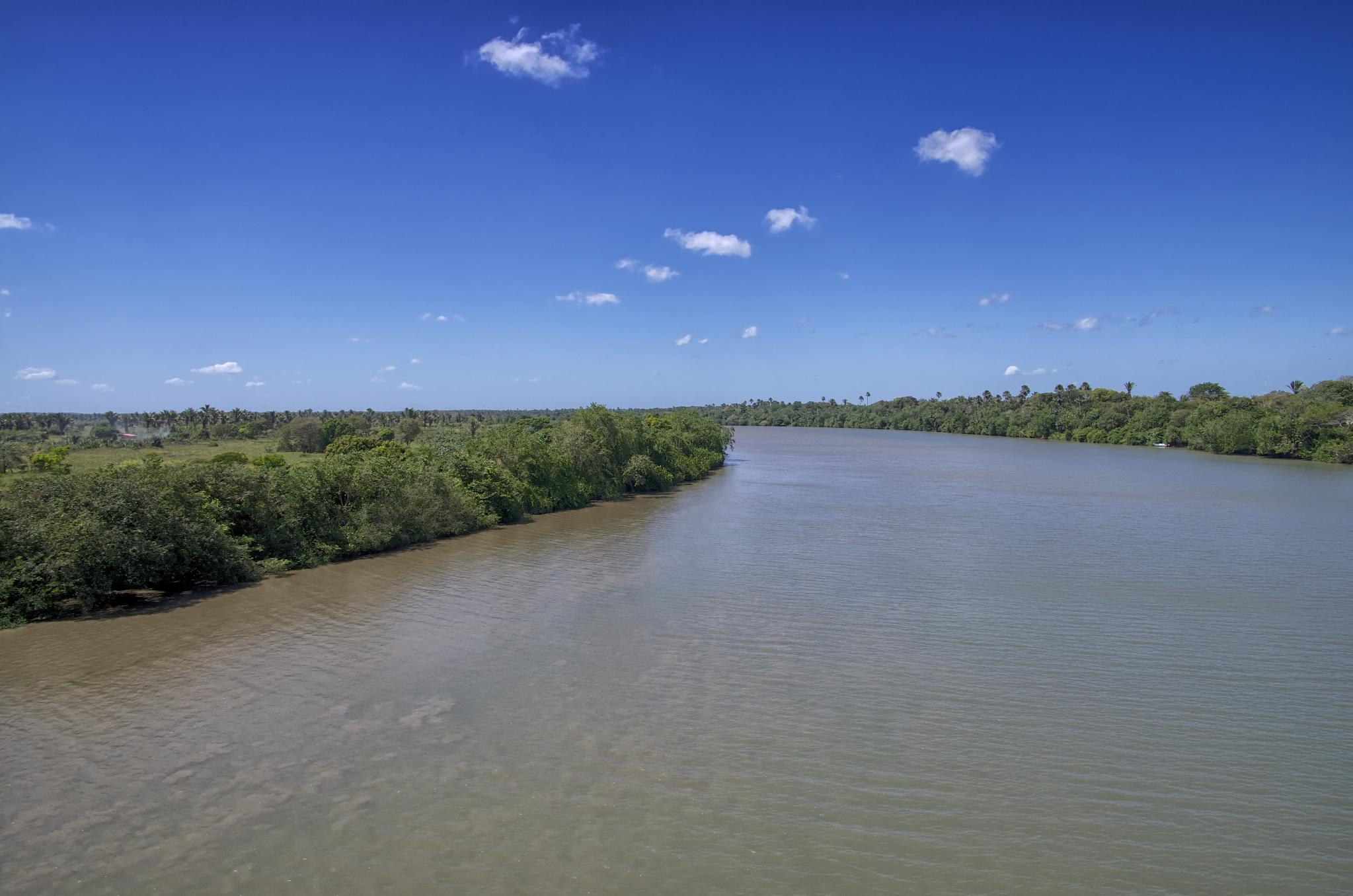
Riu Itapecuru, proper a la ciutat d'Itapecuru-Mirim

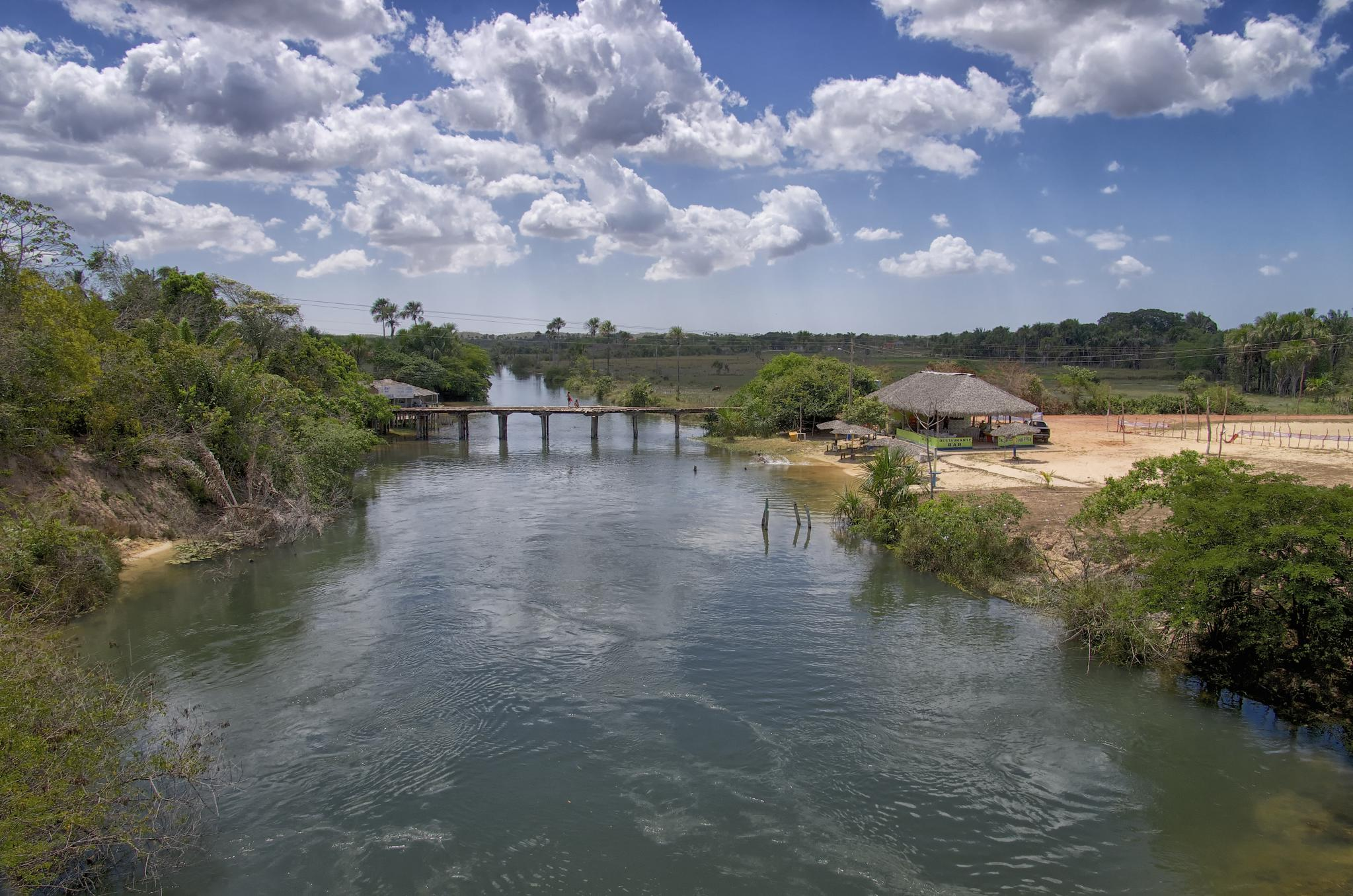
Riu Itapecuru

El riu Parnaíba, que forma la Regió Hidrogràfica del Parnaíba, té una àrea de 331.441,5 km², i és la major conca hidrogràfica de la zona; ocupa àrees dels estats del Piauí (el 99%), Maranhão (el 19%) i de Ceará (el 10%). Els seus principals afluents són els rius Poti, Gurgueia, Canindé, Uruçuí-Preto, Longá, das Balsas, Igaraçu.
El Maranhão ocupa 62.936,6 km² de la conca, i els municipis que enclou són: Parnarama, Matões, Timon, Caxias, Coelho Neto, Duque Bacelar i Lagoa do Mato.
Al marge de Piauí, el riu banya les ciutats de Floriano, Buriti dels Lopes i la capital, Teresina, entre d'altres, i desaigua a la ciutat de Parnaíba, on forma el delta de les Amèriques.
La conca hidrogràfica del riu Mearim ocupa 99.58 km² (el 29,84% del territori del Maranhão), i naix a la serra de Menina i desaigua a la badia de Sâo Marcos, amb un recorregut de 930 km. Els seus principals afluents són els riu Pindaré i el Grajaú. A la desembocadura, ocorre el fenomen de la pororoca (gran brogit).
La conca de l'Itapecuru, amb una àrea de 52.972 km², correspon al 16% de l'estat del Maranhão. El riu Itapecuru té un règim fluvial tropical amb variacions regionals provocades pel règim de pluges. En la part mitjana i baixa, on són els municipis del Territori dels Cocais, hi ha més regularitat de pluges, amb un règim més torrencial. Aquest riu és responsable del proveïment del 65% de la població de la ciutat de Sâo Luís. Els municipis dels Cocais dins la conca són: Aldeias Altas, Caxias, Codó, Coroatá, Timbiras, Sâo João do Sóter, Fortuna, Buriti Bravo i Lagoa do Mato.
La conca hidrogràfica del riu Tocantins ocupa una àrea de 30.665,15 km² al Maranhão, i representa prop del 9,24% de l'àrea total de l'estat, i banya la ciutat d'Imperatriz. El riu Tocantins ocupa la regió del Cerrado i junt al seu afluent Manuel Alves Grande, forma la frontera amb l'estat de Tocantins, a més de formar l'aqüífer Tocantins-Araguaia.
La conca del Munim, amb 2.0252 km², també integra la regió hidrogràfica de l'Atlàntic Nord-est Occidental, banya la mesoregió de l'est del Maranhâo i enclou els municipis: Afonso Cunha, Coelho Neto, Aldeias Altas, Duque Bacelar i Caxias.
Aquestes conques són importants pel proveïment de les ciutats pròximes dels marges dels rius i per a la irrigació, de manera que l'artigatge de marges i embassament dels rius contribueixen a l'acceleració de l'erosió, així com l'ús de productes tòxics en les plantacions de canya de sucre i eucaliptus embruten les aigües i redueixen la quantitat i la qualitat d'aquest bé públic vulnerable.

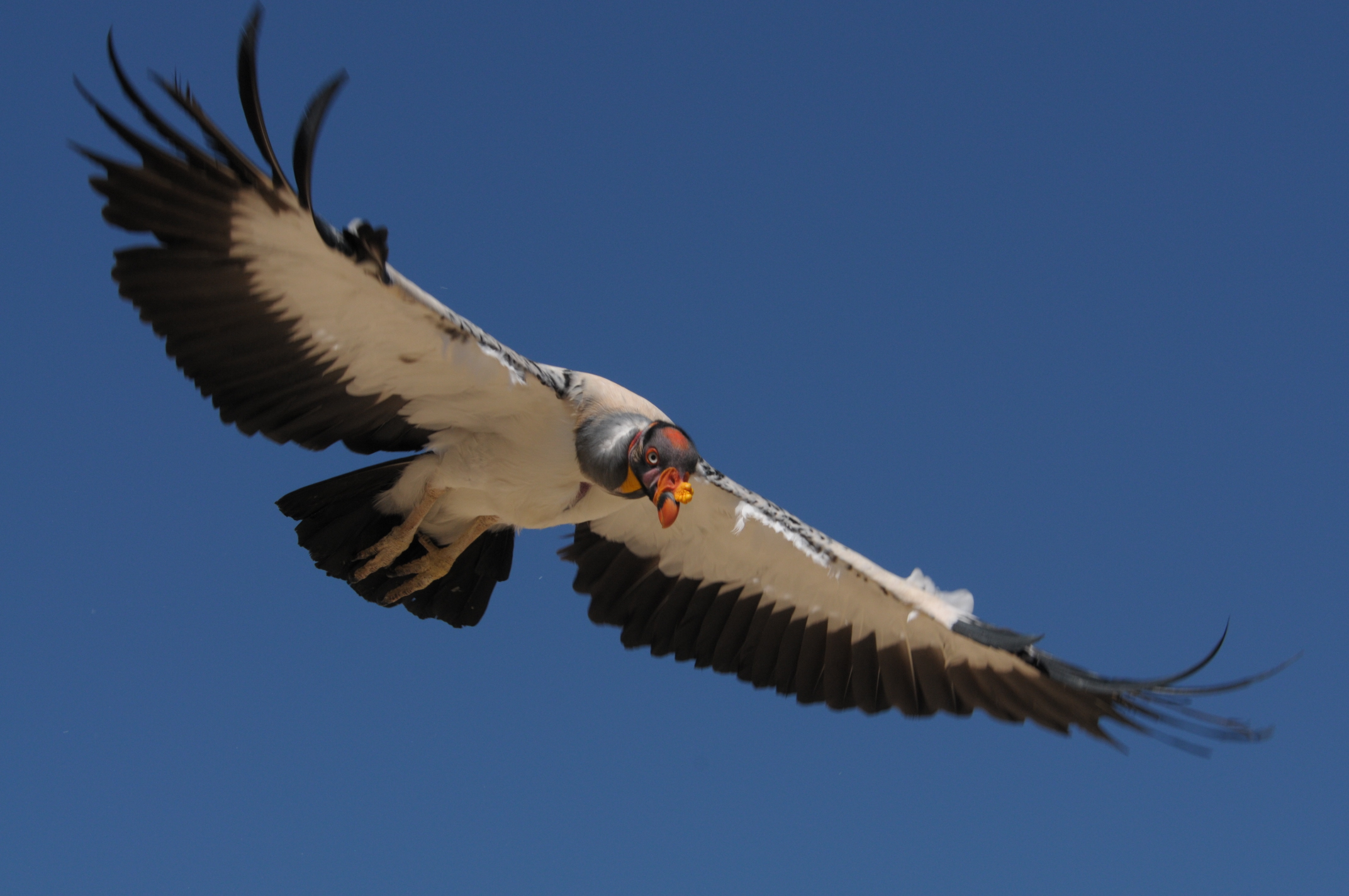
Zopilot reial

## Fauna
La fauna n'és molt diversa, però té pocs mamífers de gran port.
N'hi ha pocs animals terrestres; la majoria viuen en les copes dels arbres: aus, micos, insectes, etc. D'entre els insectes, destaquen els escarabats en diversitat i quantitat.
Hi ha alguns animals amenaçats d'extinció com: zopilot reial, armadillo gegant i gos dels matolls. Altres espècies importants són: papagais, periquitos, perdius, cérvols, cobres, i moltes altres.

## Economia
L'economia dels estats d'aquesta regió es basa en l'agricultura, indústria de minerals, química, producció alimentària i en el sector de serveis.
La dictadura militar brasilera (1964-1985) va incentivar la instal·lació del Projecte Grande Carajás, al sud-est del Pará, on hi ha la major reserva de ferro del món, a més de grans reserves de manganés, cobre i or. El projecte se centrava en el corredor d'exportació format pel ferrocarril Carajás, que recorre 890 km fins a la ciutat de Sâo Luís (MA), on és el port de Ponta da Madeira, que rep naus de fins a 280.000 tones.
També hi ha indústries d'alumina a les zones portuàries (Albrás i Alunorte a Barcarena i Alumar, a Sâo Luís), aprofitant l'energia provinent de la Fàbrica Hidroeléctrica de Tucuruí (PA), de la d'Estreito (MA) i el Complex Eòlic de Delta 1, 2 i 3, entre d'altres. La regió destaca en la producció d'energia eòlica i solar.
Amb el descobriment de camps de gas natural a la conca del Parnaíba, es construí el Complex Termoeléctric Parnaíba.
S'integrà econòmicament, així, les regions de l'Amazònia i de la Mata dos Cocais.
També hi ha explotació d'arena i gres.
En producció d'aliments, n'hi ha d'olis vegetals, provinents de les palmeres; i l'ocupació del territori per a la ramaderia extensiva i l'agricultura petita i mitjana (arròs, canyamel, mandioca, fesols i fruita) i gran (soia i dacsa, per a l'exportació des del Port do Itaqui).  

## Conservació
Mata dos Cocais pateix alguns processos de degradació ambiental, com la contaminació dels rius, la destrucció de vegetació i la retirada il·legal d'arena.
També pateix la desforestació per a la creació de ramat i la plantació d'eucaliptus, que alteren l'estructura ecològica local, fent així vulnerable la fauna i de la flora.
Algunes iniciatives protectores de la Mata dos Cocais són les lleis de protecció del palmeral (Llei del Maranhão n° 4.734/86 i lleis municipals), així com la creació d'unitats de conservació com el Parc del Mirador, on és la deu del riu Itapecuru; l'Àrea de Protecció Ambiental dels Morros Garapenses; i l'Àrea de Protecció Ambiental de la Baixada de Maranhâo, entre d'altres.

## Desenvolupament sostenible
Un projecte de desenvolupament sostenible s'hi ha implantat des de 2001, per l'Institut Chico Mendes de Conservació de la Biodiversitat. El recurs més usat és el coco d'Attalea speciosa.
Hi ha grups formats per dones de comunitats extractores de Maranhão, Tocantins, Pará i Piauí, que posen en pràctica maneres peculiars de treballar la terra, a més d'un codi propi d'organització.
De la fulla d'aquesta palmera, que pot arribar a 20 m d'alçada, es fan teulades, cistelles i altres objectes artesans; també adob i estructura de construccions; de la corfa del coco es fa carbó per al foc i, del seu mesocarp farinetes en la nutrició infantil; de l'ametla se n'obté oli, emprat sobretot en l'alimentació però també com a combustible i lubricant, i en la fabricació de sabó.

## Galeria d'imatges

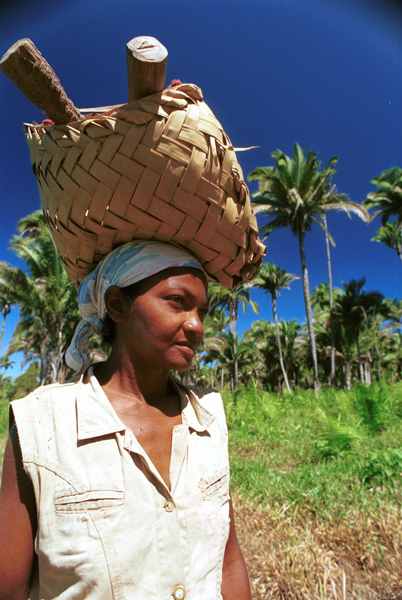
Coco d'Attalea speciosa a Tocantins
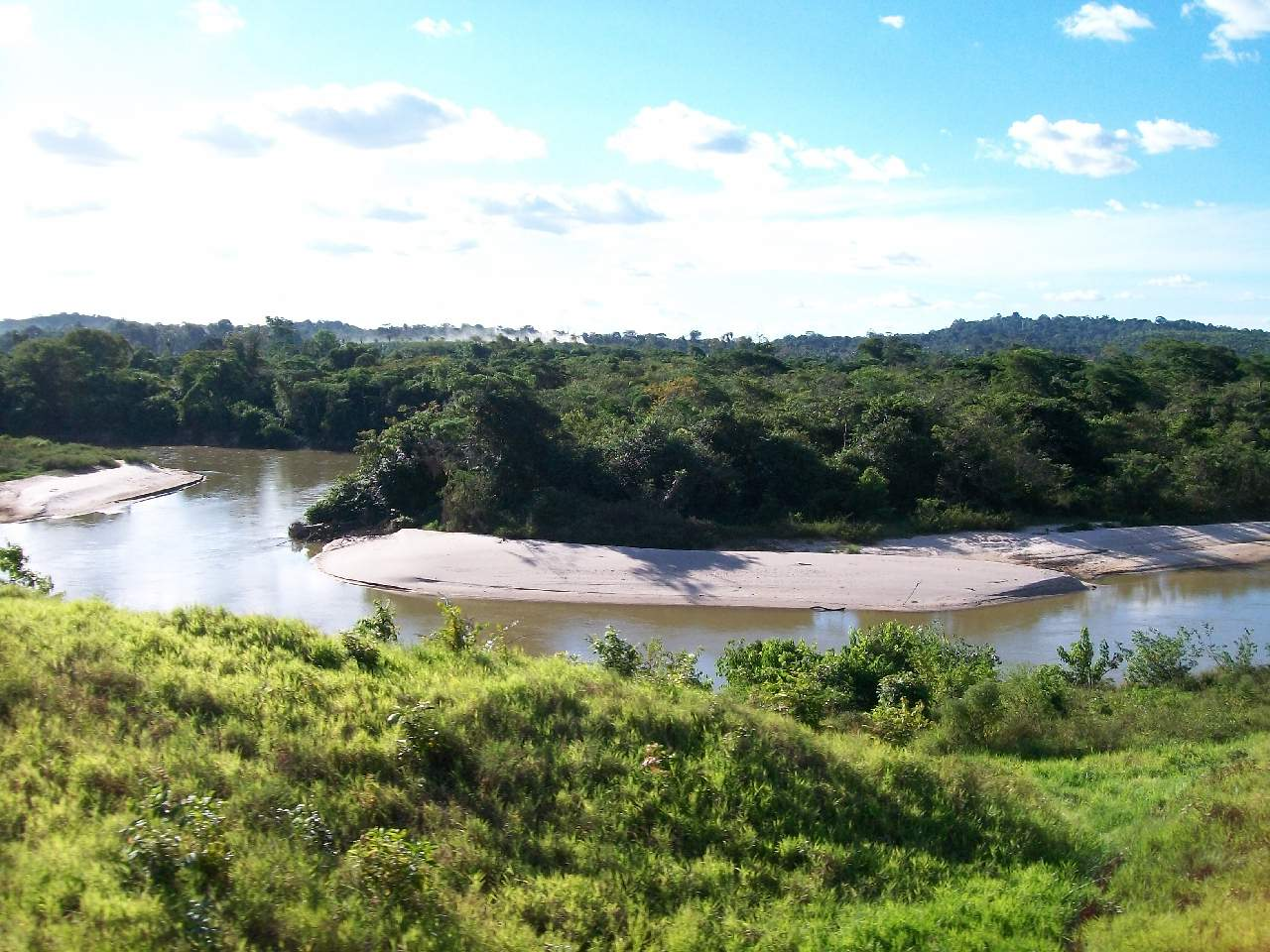
Riu Pindaré
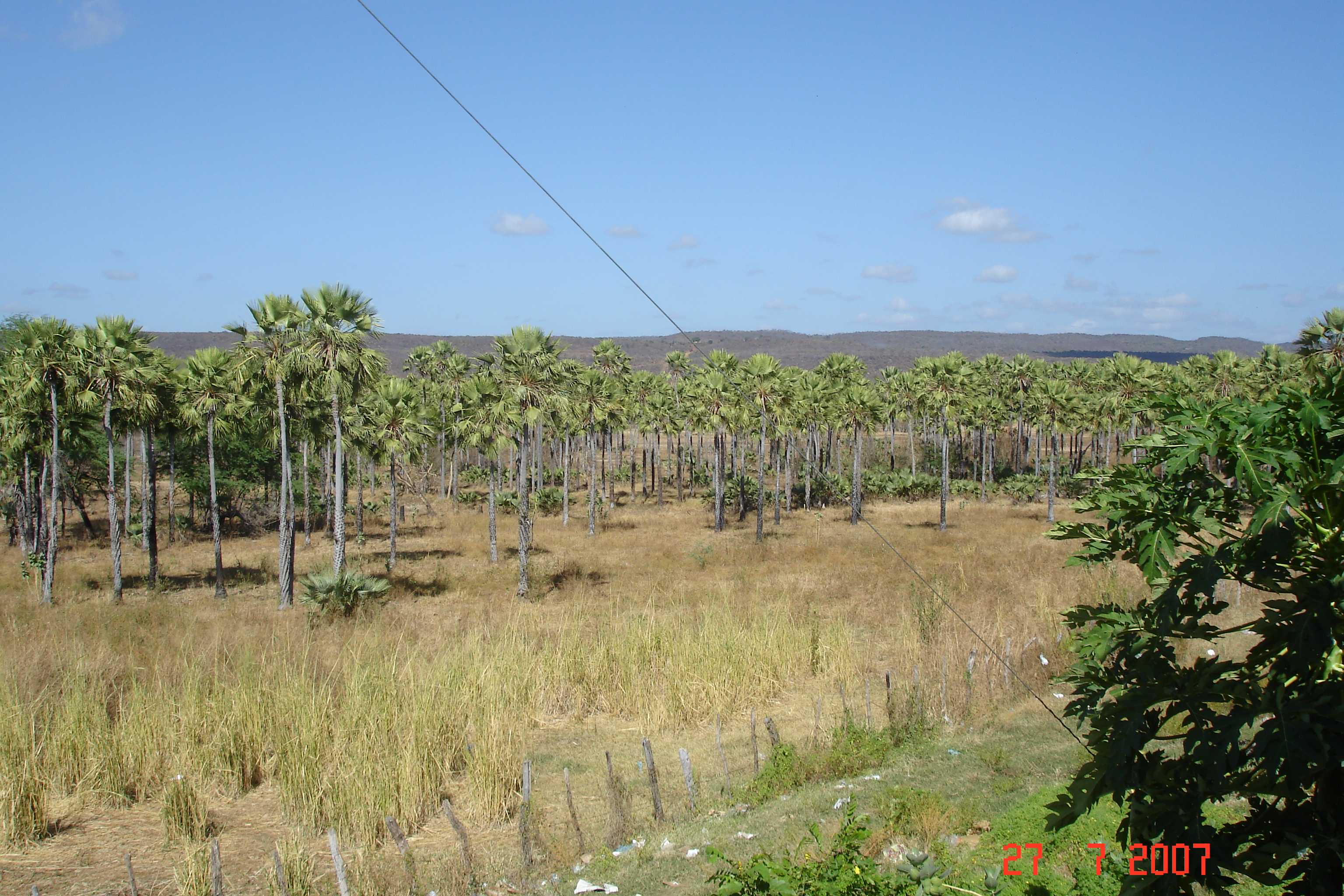
Carandaí en Sâo Miguel del Tapuio, Piauí
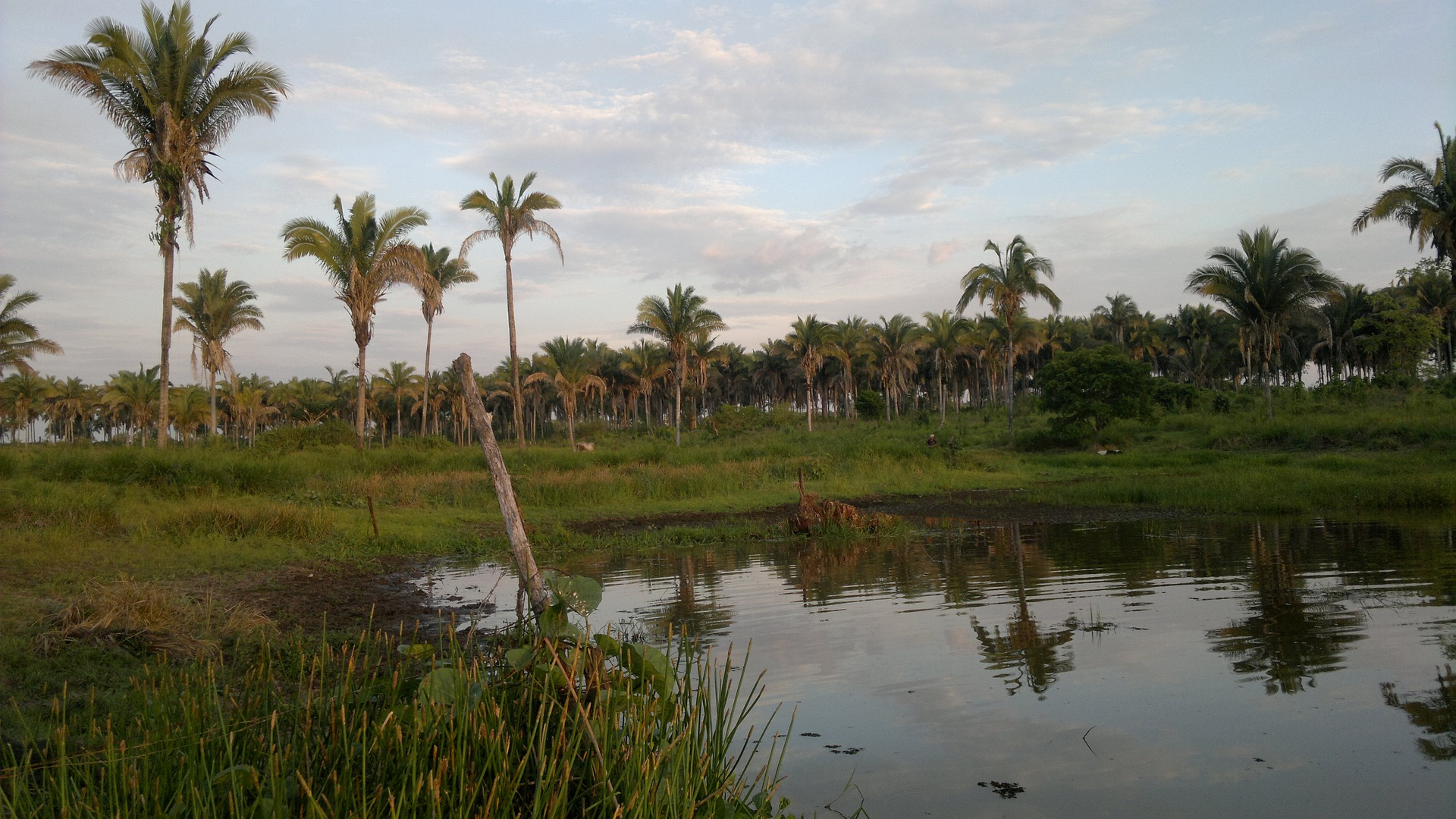
Palmeres a Bom Lugar, Maranhão